# American Megatrends
American Megatrends Incorporated (сокр. AMI) — американская компания, которая специализируется на аппаратных средствах персональных компьютеров и программируемом оборудовании. Основана в 1985 году Пэт Сармой и С. Шанкаром, являющимся в настоящее время председателем и президентом компании. Штаб-квартира находится в США в Норкроссе.

## Продукция

### AMIBIOS
AMIBIOS (также BIOS AMI) является BIOS, созданный American Megatrends. Он используется и на материнских платах, которые компания выпускала до 2007 года, и на материнских платах, продаваемых другими компаниями. American Megatrends — единственный изготовитель BIOS, имеющий отношение к третьей стороне. С 2002 года AMIBIOS стал самым популярным программируемым оборудованием BIOS для ПК.
У American Megatrends есть строгая бизнес-модель OEM для AMIBIOS. Компания продает исходный код производителям материнских плат или настраивает AMIBIOS для каждого производителя индивидуально, какую бы бизнес-модель они не потребовали. AMI не продает микросхемы, содержащие BIOS, конечным пользователям. Как следствие, AMI не производит документации конечного пользователя для программируемого оборудования BIOS и не обеспечивает прямую техническую поддержку, оставляя это для лиц, имеющих патент. Однако компания издала две книги по BIOS, написанные её инженерами.
Оригинальный AMIBIOS не шифрует машинный пароль запуска, сохранённый в энергонезависимой RAM. Поэтому любая утилита, способная к чтению RAM PC, могла прочитать и изменить пароль. AMI WinBIOS шифрует сохранённый пароль, используя простой алгоритм замены.
American Megatrends поставляет программы для своих материнских плат как для DOS, так и для Windows.

### AMIDIAG
AMIDIAG — семейство диагностических утилит, появившихся в 1988 году. Оно доступно для платформ DOS, Windows и UEFI. Набор AMIDiag включает программы диагностики PC для Windows и DOS.